# Acacia minutissima
Acacia minutissima är en ärtväxtart som beskrevs av Bruce R. Maslin. Acacia minutissima ingår i släktet akacior, och familjen ärtväxter. Inga underarter finns listade i Catalogue of Life.